# Adrian Soniewicki
Adrian Soniewicki (nazwisko w jęz. ukr. Соневицький) (ur. 22 kwietnia 1847 w Sosołówce Galicji, zm. 22 listopada 1921 roku w Czerniowcach) – cesarsko-królewski notariusz.
Pochodził z rodziny szlacheckiej, której przodkowie mieli swoje posiadłości w „Synowódzku” w Galicji koło Lwowa, ale zrezygnował z używania tytułu szlacheckiego z powodu swoich demokratycznych poglądów. Urodził się jako syn dworskiego kanonika w Sosołówce w Galicji, uczęszczał do Państwowego Gimnazjum w Czerniowcach (Czernowitz), gdzie w 1865 roku zdał z wyróżnieniem maturę. Na Uniwersytecie Lwowskim studiował prawo i nauki polityczne, w 1869 roku ukończył studia prawnicze. W 1873 roku rozpoczął praktykę notarialną a w roku 1891 mianowano go notariuszem Unter-Stanestie nad Czeremoszem, w roku 1898 notariuszem w Zastawnie, a w roku 1900 notariuszem w Czerniowcach. Od chwili mianowania go notariuszem w 1904 roku, był członkiem Bukowińskiej Izby Notarialnej, a także jej vice-prezesem. W 1898 roku notariusz Soniewicki został mianowany honorowym obywatelem gminy Unter-Stanestie. Był członkiem honorowym niemieckiego akademickiego stowarzyszenia katolickiego „Frankonia”, członkiem honorowym katolickiego związku mężczyzn „Freundschaft”, założycielem związku „Ruski narodny Dom” i współzałożycielem wielu instytucji opieki społecznej. Wyróżnił się także pismami w dziedzinie historii sztuki. Jego jedyny syn Maximilian Soniewitzki piastował urząd cesarsko-królewskiego ziemskiego koncypisty rządowego w Bukowińskim Rządzie Ziemskim, a także został notariuszem.
Adrian Soniewicki miał siedmioro rodzeństwa, w tym dwóch braci, piastujących urzędy radców konsystoliarnych w Galicji (Andrzej Soniewicki i Nestor Soniewicki), jednego brata będącego podpułkownikiem w cesarsko-królewskim pułku piechoty obrony krajowej nr 18 w Przemyślu (Porfiry Soniewicki) oraz jednego brata, będącego księdzem greckokatolickim (Klemens Soniewicki).
W gazecie bukowińskiej (G.Cz.) napisano o nim:
„Jeśli kiedykolwiek jakaś zasłużona dla państwa i ojczyzny osoba zasłużyła sobie na prawo używania dewizy „Dem Verdienste seine Krone” (jaka zasługa taka nagroda), to jest to wielce szanowany notariusz Soniewicki. W czasie jego długiej działalności publicznej nie było dnia, w którym nie poświęcałby całej swojej siły dla dobra narodu i kraju, w którym jego błogosławiona działalność nie odznaczałaby się dziełami miłosierdzia i aktami prawdziwego humanitaryzmu. Łącząc w sobie najszlachetniejsze cnoty i najszlachetniejsze cechy charakteru człowieka, należy notariusz Soniewicki do najbardziej lubianych ludzi i najpiękniejszych ozdób naszego kraju. Jest prototypem tych prawych, szlachetnych postaci ze starych dobrych czasów, które spotyka się coraz rzadziej.” (G.Cz.)

## Strony internetowe
- www.czernowitz-bukowina.de, Czernowitz Bukowina - Wo Menschen mit Büchern lebten
- Literatura w języku polskim, niemieckim, rosyjskim, ukraińskim dotycząca Bukowiny